# Чемпіонат світу з пляжного волейболу
Чемпіона́т сві́ту з пляжного волейболу проводиться один раз на два роки під егідою Міжнародної федерації волейболу.
Офіційні чемпіонати світу проводяться з 1997 року. У 1987-1996 рр в Ріо-де-Жанейро проходили неофіційні світові першості.

## Чоловіки
| Рік  | Місто          | 1-е місце                           | 2-е місце                         | 3-е місце                                         |
| ---- | -------------- | ----------------------------------- | --------------------------------- | ------------------------------------------------- |
| 1997 | Лос-Анджелес   | Гільєрме Маркеш / Пара Феррейра     | Кеньйон Кеман / Майк Вітмарш      | Пауло Еміліо / Паулао Кент Стаффес / Дейн Блантон |
| 1999 | Марсель        | Емануель Регу / Жозе Лойола         | Пауль Ласіга / Мартін Ласіга      | Гільєрме Маркеш / Пара Феррейра                   |
| 2001 | Клагенфурт     | Маріано Барасетті / Мартін Конде    | Жозе Лойола / Рікарду Сантуш      | Єрре Х'ємперуд / Вегор Гейдален                   |
| 2003 | Ріо-де-Жанейро | Емануель Регу / Рікардо Сантос      | Дакс Голдрен / Штейн Метцгер      | Марсіо Араужу / Бенжамін Інсфран                  |
| 2005 | Берлін         | Марсіо Араужу / Фабіо Луїс          | Саша Геєр / Поль Ласіга           | Юліус Брінк / К'єлль Шнайдер                      |
| 2007 | Гштаад         | Тодд Роджерс / Філ Далгауссер       | Дмитро Барсук / Ігор Колодінський | Ендрю Шахт / Джошуа Слек                          |
| 2009 | Ставангер      | Юліус Брінк / Йонас Рекерманн       | Харлей Маркес / Алісон Серутті    | Тодд Роджерс / Філ Далгауссер                     |
| 2011 | Рим            | Алісон Серутті — Емануель Регу      | Марсіо Араужу / Рікардо Сантос    | Юліус Брінк / Йонас Рекерманн                     |
| 2013 | Польща         | Александер Браувер / Роберт Меувсен |                                   |                                                   |
| 2015 |                | Алісон Серутті — Бруно Шмідт        |                                   |                                                   |
| 2017 |                | Евандро Олійвера — Андре Штейн      |                                   |                                                   |
| 2019 |                |                                     |                                   | Андерс Муль — Крістіан Серум                      |
| 2022 |                | Андерс Муль — Крістіан Серум        |                                   |                                                   |
| 2023 |                |                                     |                                   |                                                   |

## Жінки
| Рік  | Місто          | 1-е місце                           | 2-е місце                          | 3-е місце                                             |
| ---- | -------------- | ----------------------------------- | ---------------------------------- | ----------------------------------------------------- |
| 1997 | Лос-Анджелес   | Сандра Пірес — Джекі Сільва         | Ліза Арсі — Голлі Макпік           | Шелда Беде — Адріана Бехар Каролін Кірбі — Ненсі Рено |
| 1999 | Марсель        | Шелда Беде — Адріана Бехар          | Аннетт Девіс — Дженні Джонсон      | Ліз Масакаян — Елейн Янгз                             |
| 2001 | Клагенфурт     | Шелда Беде — Адріана Бехар          | Сандра Пірес — Тетяна Мінелло      | Єва Целбова — Соня Досуділова                         |
| 2003 | Ріо-де-Жанейро | Місті Мей-Тренор — Керрі Волш       | Шелда Беде — Адріана Бехар         | Наталі Кук — Ніколь Сандерсон                         |
| 2005 | Берлін         | Місті Мей-Тренор — Керрі Волш       | Ларісса Франса — Жуліанна да Сілва | Тянь Цзя — Ван Цзе                                    |
| 2007 | Гштаад         | Місті Мей-Тренор — Керрі Волш       | Тянь Цзя — Ван Цзе                 | Ларісса Франса — Жуліанна да Сілва                    |
| 2009 | Ставангер      | Ейпріл Росс — Дженніфер Кессі       | Ларісса Франса — Жуліанна да Сілва | Таліта Антунеш — Марія Антонеллі                      |
| 2011 | Рим            | Ларісса Франса — Жуліанна да Сілва  | Місті Мей-Тренор — Керрі Волш      | Сюе Чень — Чжан Сі                                    |
| 2013 | Польща         | Сюе Чень — Чжан Сі                  |                                    |                                                       |
| 2015 |                | Агата Беднарчук — Барбара Сейшас    |                                    | Марія Еліса Антонеллі — Жуліанна да Сілва             |
| 2017 |                | Лаура Людвіг — Кіра Валкенгорст     | Ейпріл Росс — Лорен Фендрік        | Ларісса Франса — Таліта Антунеш                       |
| 2019 |                | Сара Паван — Мелісса Гумана-Паредес | Ейпріл Росс — Алікс Клінеман       |                                                       |
| 2022 |                |                                     |                                    |                                                       |
| 2023 |                |                                     |                                    |                                                       |